# Liste der Mitglieder des Landtags des Herzogtums Sachsen-Altenburg (1910–1912)
Diese Liste gibt einen Überblick über alle Mitglieder des Landtages des Herzogtums Sachsen-Altenburg von 1910 bis 1912.

## Allgemeines
Die Abgeordneten wurden gemäß dem Wahlgesetz vom 31. Mai 1870 bestimmt. Der Landtag bestand danach aus 30 direkt gewählten Abgeordneten: Neun Abgeordnete wurden von der Stadtbevölkerung, zwölf von der Landbevölkerung und neun von den Höchstbesteuerten gewählt. Das passive Wahlrecht hatte jeder steuerpflichtige männliche Staatsbürger, der das 25. Lebensjahr erreicht hat. Die Abgeordneten wurden für drei Jahre gewählt. Die Wahlen für diese Legislaturperiode fanden am 14. April 1910 statt.

## Liste
| Name                 | Kurie            | Wahlbezirk          |              | Beschreibung                           |
| -------------------- | ---------------- | ------------------- | ------------ | -------------------------------------- |
| Edmund Schmidt       | Höchstbesteuerte | 1                   | Altenburg    | Fabrikbesitzer, Geheimer Kommerzienrat |
| Hermann Donath       | Höchstbesteuerte | 2                   | Schmölln     | Fabrikbesitzer, Geheimer Kommerzienrat |
| Theodor Köhler       | Höchstbesteuerte | 3                   | Petsa        | Gutsbesitzer                           |
| Hermann von Bloedau  | Höchstbesteuerte | 4                   | Ehrenberg    | Rittergutsbesitzer, Kammerherr         |
| Ernst von Thümmel    | Höchstbesteuerte | 5                   | Röddenitz    | Rittergutsbesitzer                     |
| Bernhard Heitzsch    | Höchstbesteuerte | 6                   | Pontewitz    | Gutsbesitzer                           |
| Eduard Mühlenfeld    | Höchstbesteuerte | 7                   | Eisenberg    | Fabrikbesitzer, Geheimer Kommerzienrat |
| Oskar Burghard       | Höchstbesteuerte | 8                   | Karsdorfberg | Rittergutsbesitzer                     |
| Oskar Günther        | Höchstbesteuerte | 9                   | Uhlstädt     | Holzhändler                            |
| Gustav Oßwald        | Städte & Land    | 1, 1. Abteilung     | Altenburg    | Oberbürgermeister                      |
| Rudolf Hase          | Städte & Land    | 1, 2. Abteilung (A) | Altenburg    | Rechtsanwalt und Notar                 |
| Gustav Frenzel       | Städte & Land    | 1, 2. Abteilung (B) | Altenburg    | Baumeister                             |
| Alfred Metzschke     | Städte & Land    | 1, 3. Abteilung (A) | Altenburg    | Verbandsvorsitzender                   |
| Max Wunderlich       | Städte & Land    | 1, 3. Abteilung (B) | Altenburg    | Kassierer                              |
| Kurt Geier           | Städte & Land    | 2, 1. Abteilung     | Ronneburg    | Bürgermeister                          |
| Otto Schaller        | Städte & Land    | 2, 2. Abteilung     | Meuselwitz   | Schleifermeister                       |
| Heinrich Dilreiter   | Städte & Land    | 2, 3. Abteilung     | Altenburg    | Redakteur                              |
| Franz Kühn           | Städte & Land    | 3, 1. Abteilung     | Monstab      | Amtsvorsteher                          |
| Paul Schmidt         | Städte & Land    | 3, 2. Abteilung     | Rositz       | Amtsvorsteher                          |
| Heinrich Pietzsch    | Städte & Land    | 3, 3. Abteilung     | Meuselwitz   | Markthelfer                            |
| Alfred Reichardt     | Städte & Land    | 4, 1. Abteilung     | Kauern       | Rittergutsbesitzer                     |
| Julius Fritzsche     | Städte & Land    | 4, 2. Abteilung     | Zschernitz   | Gutsbesitzer                           |
| Karl Rößler          | Städte & Land    | 4, 3. Abteilung     | Altenburg    | Gewerkschaftsbeamter                   |
| Paul Ammer           | Städte & Land    | 5, 1. Abteilung     | Roda         | Pastor                                 |
| Julius Herrmann      | Städte & Land    | 5, 2. Abteilung     | Kahla        | Rektor                                 |
| Emil Böhme           | Städte & Land    | 5, 3. Abteilung     | Eisenberg    | Kaufmann                               |
| Erwin Baum           | Städte & Land    | 6, 1. Abteilung     | Rauschwitz   | Gutsbesitzer                           |
| Reinhold Ronneberger | Städte & Land    | 6, 2. Abteilung     | Tautendorf   | Gutsbesitzer                           |
| Paul Junghanns       | Städte & Land    | 6, 3. Abteilung     | Hermsdorf    | Geschäftsführer                        |
| Adolf Bolz           | Städte & Land    | 7, 1. Abteilung     | Rausdorf     | Gutsbesitzer                           |
| Ernst von Kropff     | Städte & Land    | 7, 2. Abteilung     | Roda         | Kammerherr und Geheimer Rat            |
| Richard Klaus        | Städte & Land    | 7, 3. Abteilung     | Obergneus    | Gutsbesitzer                           |